# 奇異J85
奇異J85是一種軍用小型單軸渦輪噴氣發動機。 可產生高達2,950 lbf (13.1 kN) 的軍用推力；後燃推力最高可達5,000 lbf (22 kN)。 根據附加設備和特定型號的不同，發動機的重量為 300 至 500 磅（140 至 230 公斤）。 它是奇異最成功、服役時間最長的軍用噴氣發動機之一，民用版本的運行時間已超過 1650 萬小時。 美國空軍計劃在 2040 年之前繼續在飛機上使用 J85。被稱為CJ610的民用型號，但沒有加力燃燒器，與非加力燃燒的J85型號相同，而CF700增加了一個後置渦扇以提高燃油經濟性。

## 設計與開發
J85發動機最初設計用於為ADM-20誘餌無人機提供動力。鵪鶉無人機被設計為從飛行中的B-52同溫層堡壘中釋放出來，並與發射飛機一起進行長距離編隊飛行，使地面上SA-2地對空導彈操作員面臨的目標數量成倍增加。這項任務需要一台小型發動機，但仍能提供足夠的動力來跟上噴氣式轟炸機的速度。就像在英國建造的類似Armstrong Siddeley Viper一樣，鵪鶉無人機上的引擎不需要長時間使用，因此可以用低質量的材料製造。
配合在鵪鶉上取得了成功，但再次與Viper一樣，它後來使用普通等級材料製造，隨後用於為小型噴氣式軍用飛機提供動力，包括諾斯洛普T-38、F-5、CT-114和塞斯納A-37蜻蜓式攻擊機。最近，J85為白色騎士號母艦機、太空船1號航天器的載體及ME-262提供了動力。
基本的發動機設計非常小，直徑約17.7英寸（45 厘米），長45.4英寸（115 厘米）。 它具有由兩個渦輪級提供動力的八級軸流式壓縮機，能夠產生高達2,100 lbf (9.3 kN) 的軍用推力，或更多的加力燃燒室。在海平面高度全油門時，這種不帶後燃器版本的J85每小時消耗大約400美制加侖（1,500 公升）燃油。 在巡航高度和功率下，它每小時消耗大約100美制加侖（380 公升）。
J85系列衍生了許多型號，其中最先進的型號是專為F-5E/F在其開發過程中設計的J85-GE-21型，J85-21設計用鈦合金取代了以前的J85型號用於壓縮機轉子和葉片的AM 355鉻鎳鉬不銹鋼合金。它的入口直徑從17.7英寸（45 厘米）增加到20.8英寸（53 厘米），並且在基本的8級壓縮機之前增加了一個級，總共9個級。其多盤轉子被單線軸轉子取代，從而將軍用推力提高到3,600磅力（16 kN），後燃推力提高到5,000磅力（22 kN），同時降低了J85-21型號的機械複雜性和重量增加。

### 伊朗逆向工程
伊朗國防部基於奇異J85-GE-21B製造了一種名為“OWJ”的新發動機，並於2016年8月22日在國防展覽會上展示了它。

## 型號
J85-GE-11,900—2,100 lbf（8.5—9.3 kN）
J85-GE-22,850 lbf（12.7 kN）
J85-GE-32,450 lbf（10.9 kN）
J85-GE-42,950 lbf（13.1 kN）

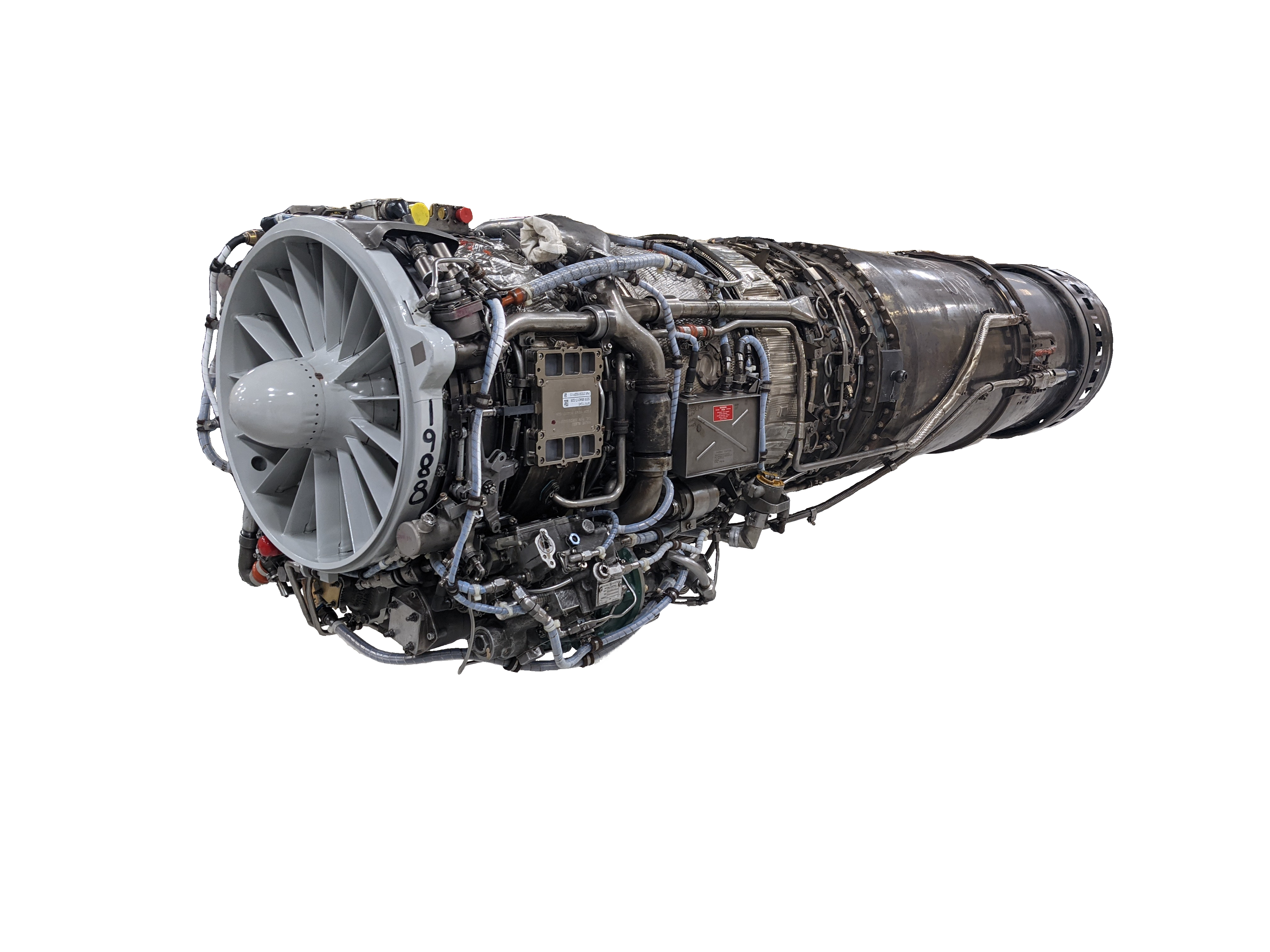
從T-38C卸下的J85

J85-GE-52,400 lbf（11 kN） ，3,600 lbf（16 kN） afterburning thrust
J85-GE-5A3,850 lbf（17.1 kN） 後燃推力
J85-GE-72,450 lbf（10.9 kN）
J85-GE-12
J85-GE-132,720 lbf（12.1 kN）, 4,080 lbf（18.1 kN） thrust
J85-GE-154,300 lbf（19 kN） 後燃推力
J85-CAN-15加拿大奧倫達發動機獲授權生產的J85-GE-15，裝備於CF-5戰鬥機 4,300 lbf（19 kN）
J85-GE-17A2,850 lbf（12.7 kN） 
J85-GE-19
J85-GE-21A3,500 lbf（16 kN） 軍用推力; 5,000 lbf（22 kN） 後燃推力.
J85-GE-J1A5,000 lbf（22 kN）
J85-GE-J22,850 lbf（12.7 kN）
J85-GE-J4
J85-CAN-40加拿大奧倫達發動機獲授權生產的版本，裝備於CT-114教練機, 2,650 lbf（11.8 kN）